# Agravante
En Derecho penal, las agravantes son circunstancias accidentales del delito, que pueden concurrir o no en el hecho delictivo, pero si lo hacen, se unen de forma inseparable a los elementos esenciales del delito incrementando la responsabilidad penal. De su concurrencia, no depende la existencia del delito, sino sólo su gravedad.
Las circunstancias agravantes pueden ser:
- De carácter personal, que hacen referencia a la disposición moral del delincuente, a sus relaciones particulares con el ofendido o a cualquier otra causa personal.
- De carácter objetivo, que consisten en la ejecución material del hecho o en los medios empleados para realizarlo.

La valoración de la gravedad del delito para fijar la pena es variada según los sistemas jurídicos; en algunos, como España, se fija en un catálogo de circunstancias tasadas, que tratan de evitar la arbitrariedad judicial; en otros sistemas por el contrario no existen un catálogo de circunstancias tasadas, o existen de forma específica para grupos de delitos.

## Regulación en España
Los agravantes se encuentran recogidos en el artículo 22 del Código Penal en el que se expone un catálogo cerrado. Por aplicación del principio de legalidad, solo se pueden reconocer  delitos, establecer penas, medidas de seguridad penales y causas de agravamiento de la responsabilidad criminal por norma de ley. Son circunstancias agravantes:
- Alevosía. Se considera que existe alevosía cuando el culpable comete cualquiera de los delitos empleando en la ejecución medios, modos o formas que tiendan directa o especialmente a asegurarla, sin el riesgo que para su persona pudiera proceder de la defensa por parte del ofendido.
- Ejecutar el hecho mediante disfraz, con abuso de superioridad o aprovechando las circunstancias de lugar, tiempo o auxilio de otras personas que debiliten la defensa del ofendido o faciliten la impunidad del delincuente.
- Ejecutar el hecho mediante precio, recompensa o promesa.
- Cometer el delito por motivos racistas, antisemitas u otra clase de discriminación referente a la ideología, religión o creencias de la víctima, la etnia, raza o nación a la que pertenezca, su sexo, orientación o identidad sexual, la enfermedad que padezca o su discapacidad.
- Ensañamiento: Aumentar deliberada e inhumanamente el sufrimiento de la víctima, causando a ésta padecimientos innecesarios para la ejecución del delito.
- Obrar con abuso de confianza.
- Prevalerse del carácter público que tenga el culpable.
- Reincidencia. Se entiende que hay reincidencia cuando, al delinquir, el culpable haya sido condenado ejecutoriamente por un delito comprendido en el mismo título del Código, siempre que sea de la misma naturaleza.

Es circunstancia que puede atenuar o agravar la responsabilidad, según la naturaleza, los motivos y los efectos del delito, ser o haber sido el agraviado cónyuge o persona que esté o haya estado ligada de forma estable por análoga relación de afectividad, o ser ascendiente, descendiente o hermano por naturaleza o adopción del ofensor o de su cónyuge o conviviente.
Por último, cabe señalar dos principios que afectan a la interpretación de las circunstancias. El primero es el principio de inherencia, que dice que lo que forma parte del tipo del delito –y por tanto es inherente a él– no puede ser al mismo tiempo apreciado como circunstancia. El otro principio es el de la naturaleza de las circunstancias, en las que deben distinguirse circunstancias personales o subjetivas y circunstancias materiales u objetivas, y cuyos efectos se aplicarán de la manera establecida en el artículo 65 del Código Penal.